# Morti nel 662
| Questa pagina contiene informazioni ricavate automaticamente dalle voci biografiche con l'ausilio del template Bio e di un bot. L'aggiornamento è periodico e automatico e ricostruisce completamente la pagina. Se manca una persona in questa lista, sei pregato di non aggiungerla, ma accertati piuttosto che la sua voce biografica contenga il template Bio e che i dati anagrafici siano correttamente compilati. Se il template Bio manca, inseriscilo tu stesso o, in alternativa, metti l'avviso {{tmp\|Bio}} che ne segnala la mancanza. Se i dati riportati sono sbagliati, correggi direttamente la voce biografica; le modifiche saranno visibili in questa lista entro pochi giorni. Per chiarimenti vedi il progetto biografie. La lista contiene solo le 8 persone che sono citate nell'enciclopedia e per le quali è stato implementato correttamente il template Bio. Pagina aggiornata al 10 feb 2025. |

- 16 gennaio - Beniamino I di Alessandria, arcivescovo cristiano orientale egiziano
- 30 marzo - Zosimo di Siracusa, vescovo italiano
- 13 agosto - Massimo il Confessore, monaco cristiano e teologo bizantino
- 5 dicembre - Pelino di Brindisi, vescovo italiano
- Childeberto l'Adottato, re franco
- Garibaldo di Torino, longobardo
- Godeperto, sovrano longobardo
- Maurisilio di Milano, arcivescovo e santo italiano